# 朱伯儒
朱伯儒（1938年11月—2015年9月15日），广东茂名人，中国人民解放军将领。
1955年3月入伍，1969年3月加入中国共产党，历任武汉军区空军后勤部副部长。1986年，任成都军区空军政治部副主任。1988年，授少将军衔。1993年，调任广州军区空军副政委。2015年9月15日在广州逝世，享年77岁。
朱伯儒积极学雷锋。在80年代，被宣传机构曾经把作为“八十年代新雷锋”广泛宣传，受到当时中共党首的题词表演，成为当时的道德楷模。有《朱伯儒的故事》出版。。